# روبي أبيل
روبي أبيل (بالإنجليزية: Robbie Abel)‏ هو لاعب اتحاد الرغبي نيوزلندي، ولد في 4 يوليو 1989 في أورانج في أستراليا.

## وصلات خارجية
- روبي أبيل على موقع ItsRugby.co.uk (الإنجليزية)